# 尤里·伊万诺维奇·波诺马廖夫
尤里·伊万诺维奇·波诺马廖夫（俄语：Юрий Иванович Пономарёв，1946年7月10日—2020年10月29日），俄罗斯政治人物，前联邦委员会议员。

## 生平
1946年生于卡累利阿-芬兰苏维埃社会主义共和国彼得罗扎沃茨克。毕业于彼得罗扎沃茨克林业技术学校，先后在洛烏希區的木材工业园区和奥涅加拖拉机厂工作，期间在彼得罗扎沃茨克大学夜校学习一年。1971年毕业于莫斯科汽车机械学院，获机械工程学位，之后担任奥涅加拖拉机厂部门副主任和团委书记等职。1979年毕业于苏共列宁格勒高级党校，历任彼得罗扎沃茨克十月区委第二书记、苏联驻阿富汗民主共和国大使馆参赞、彼得罗扎沃茨克列宁区委第一书记等职。1995年毕业于彼得罗扎沃茨克大学经济系，担任皮特基亚兰塔造纸公司总经理。2001年至2003年担任俄罗斯联邦委员会议员。2003年至2004年，担任卡累利阿共和国政府副总理。晚年担任卡累利阿企业家联合会主席。2020年10月29日因2019冠状病毒病在彼得罗扎沃茨克退伍军人医院逝世。